# Hög, Falköpings kommun
Hög är en by belägen mellan Kinnarp och Åsarp invid riksväg 46 i Falköpings kommun i Västra Götalands län. Byn består av ett antal utspridda jordbruksfastigheter. Byn utgör nordligaste delen av Norra Åsarps socken och medan Hög låg i Frökinds härad i Skaraborgs län så låg resten av socknen i Redvägs härad i Älvsborgs län på 1800-talet. 